# Tournoi de tennis de Tempe (Challenger)
Le Arizona Men's Pro Circuit Challenger est un tournoi international de tennis masculin faisant partie de l'ATP Challenger Tour se déroulant au mois de février à Tempe, dans l'agglomération de Phoenix (Arizona). Il a été créé en 2017 et se joue sur dur extérieur.

## Palmarès

### Simple
| Année | Vainqueur       | Finaliste        | Score         |
| ----- | --------------- | ---------------- | ------------- |
| 2017  | Tennys Sandgren | Nikola Milojević | 4-6, 6-0, 6-3 |

### Double
| Année | Vainqueurs                   | Finalistes                               | Score             |
| ----- | ---------------------------- | ---------------------------------------- | ----------------- |
| 2017  | Walter Trusendi Matteo Viola | Marcelo Arévalo José Hernández-Fernández | 5-7, 6-2, [12-10] |